# Salmo 26
El salmo 26  es, según la numeración hebrea, el vigesimosexto salmo del Libro de los salmos de la Biblia. Corresponde al salmo 25 según la numeración de la Biblia Septuaginta griega, empleada también en la Vulgata latina. Por este motivo, recogiendo la doble numeración, a este salmo también se le refiere como el salmo 26 (25).
Se le atribuye tradicionalmente al rey David. Es utilizado por la Iglesia Católica en la liturgia de las horas. Según Charles Augustus Briggs y Emilie Briggs, debe datarse dentro del período persa (539 a 333 a. C.).
Es "una profesión de integridad de un levita, dedicado a adorar a Yahweh en el coro del templo. (1) Él profesa integridad en el andar, y una confianza inquebrantable en Yahweh, como lo atestigua Yahweh mismo (v. 1-2 ). (2) Siempre consciente de la bondad y fidelidad divinas, se abstiene de toda asociación con los impíos (v. 3-4 ).  (3) Odia la compañía de los impíos y se purifica para el sacrificio (v. 5-6 ). ( 4) Él ama el templo (v. 8 ), y se para en su coro bendiciendo a Yahweh (v. 12 ). Un editor posterior por adiciones y cambios introduce elementos de oración (v. 1a, 9-11) y adoración (v. 7) ".

## Estructura
El salmo se divide en 2 partes.
1. Versículo 1-1: Por favor y afirmación de justicia para el salmista
2. Versículo 12: certeza de ser escuchado y votos confiados

Se pueden hacer las siguientes observaciones:
- La ausencia de una queja. La peculiaridad de la ausencia de una acción recae en el Salmo:  no hay referencia a los malvados, lo que representa un riesgo para el salmista de ninguna manera.[3]
- El resaltado del templo. El salmo se refiere no solo a la "casa del Señor" (versículo 8) y la "Asamblea" (versículo 12), sino también a los ritos que realiza el salmista en el Templo: el lavado simbólico de las manos, la circunvalación del altar (versículo 6) y el canto posterior (versículo 7).[3]

## Texto
La siguiente tabla muestra el texto en hebreo del Salmo con vocales, junto con el texto en griego koiné de la Septuaginta  y la traducción al español de la Versión King James. Tenga en cuenta que el significado puede diferir ligeramente entre estas versiones, ya que la Septuaginta y el Texto masorético provienen de diferentes tradiciones textuales.  Ambas traducciones son de dominio público. En la Septuaginta, este salmo se numera como Salmo 25.
| #  | Hebreo                                                    | Español | Griego                                                                                                   |
| -- | --------------------------------------------------------- | --- | --- |
| 1  | לְדָוִ֨ד ׀ שׇׁפְטֵ֤נִי יְהֹוָ֗ה כִּֽי־אֲ֭נִי בְּתֻמִּ֣י הָלַ֑כְתִּי וּבַיהֹוָ֥ה בָּ֝טַ֗חְתִּי לֹ֣א אֶמְעָֽד׃ | (Un salmo de David.) Júzgame, oh Jehová, porque en mi integridad he andado; también en Jehová he confiado; por tanto, no resbalaré. | Τοῦ Δαυΐδ. - ΚΡΙΝΟΝ με, Κύριε, ὅτι ἐγὼ ἐν ἀκακίᾳ μου ἐπορεύθην καὶ ἐπὶ τῷ Κυρίῳ ἐλπίζων, οὐ μὴ ἀσθενήσω. |
| 2  | בְּחָנֵ֣נִי יְהֹוָ֣ה וְנַסֵּ֑נִי (צרופה) [צׇרְפָ֖ה] כִלְיוֹתַ֣י וְלִבִּֽי׃              | Examíname, Yahveh, y pruébame; prueba mis riendas y mi corazón.                                                                     | δοκίμασόν με, Κύριε, καὶ πείρασόν με, πύρωσον τοὺς νεφρούς μου καὶ τὴν καρδίαν μου.                      |
| 3  | כִּֽי־חַ֭סְדְּךָ לְנֶ֣גֶד עֵינָ֑י וְ֝הִתְהַלַּ֗כְתִּי בַּאֲמִתֶּֽךָ׃                         | Porque tu misericordia está delante de mis ojos, y en tu verdad he andado.                                                          | ὅτι τὸ ἔλεός σου κατέναντι τῶν ὀφθαλμῶν μού ἐστι, καὶ εὐηρέστησα ἐν τῇ ἀληθείᾳ σου.                      |
| 4  | לֹֽא־יָ֭שַׁבְתִּי עִם־מְתֵי־שָׁ֑וְא וְעִ֥ם נַ֝עֲלָמִ֗ים לֹ֣א אָבֽוֹא׃                   | No me he sentado con vanidosos, ni entraré con disimuladores.                                                                       | οὐκ ἐκάθισα μετὰ συνεδρίου ματαιότητος καὶ μετὰ παρανομούντων οὐ μὴ εἰσέλθω·                             |
| 5  | שָׂ֭נֵאתִי קְהַ֣ל מְרֵעִ֑ים וְעִם־רְ֝שָׁעִ֗ים לֹ֣א אֵשֵֽׁב׃                         | He aborrecido la congregación de los malhechores; y no me sentaré con los impíos.                                                   | ἐμίσησα ἐκκλησίαν πονηρευομένων καὶ μετὰ ἀσεβῶν οὐ μὴ καθίσω.                                            |
| 6  | אֶרְחַ֣ץ בְּנִקָּי֣וֹן כַּפָּ֑י וַאֲסֹבְבָ֖ה אֶת־מִזְבַּחֲךָ֣ יְהֹוָֽה׃                     | Lavaré mis manos en inocencia: así rodearé tu altar, oh Jehová:                                                                     | νίψομαι ἐν ἀθῴοις τὰς χεῖράς μου καὶ κυκλώσω τὸ θυσιαστήριόν σου, Κύριε,                                 |
| 7  | לַ֭שְׁמִעַ בְּק֣וֹל תּוֹדָ֑ה וּ֝לְסַפֵּ֗ר כׇּל־נִפְלְאוֹתֶֽיךָ׃                         | Para que yo publique con voz de acción de gracias, y cuente todas tus maravillas.                                                   | τοῦ ἀκοῦσαί με φωνῆς αἰνέσεώς σου καὶ διηγήσασθαι πάντα τὰ θαυμάσιά σου.                                 |
| 8  | יְֽהֹוָ֗ה אָ֭הַבְתִּי מְע֣וֹן בֵּיתֶ֑ךָ וּ֝מְק֗וֹם מִשְׁכַּ֥ן כְּבוֹדֶֽךָ׃                    | Yahveh, he amado la morada de tu casa, y el lugar donde habita tu honor.                                                            | Κύριε, ἠγάπησα εὐπρέπειαν οἴκου σου καὶ τόπον σκηνώματος δόξης σου.                                      |
| 9  | אַל־תֶּאֱסֹ֣ף עִם־חַטָּאִ֣ים נַפְשִׁ֑י וְעִם־אַנְשֵׁ֖י דָמִ֣ים חַיָּֽי׃                  | No juntes mi alma con pecadores, ni mi vida con hombres sanguinarios:                                                               | μὴ συναπολέσῃς μετὰ ἀσεβῶν τὴν ψυχήν μου καὶ μετὰ ἀνδρῶν αἱμάτων τὴν ζωήν μου,                           |
| 10 | אֲשֶׁר־בִּידֵיהֶ֥ם זִמָּ֑ה וִ֝ימִינָ֗ם מָ֣לְאָה שֹּֽׁחַד׃                           | En cuyas manos está la maldad, y su mano derecha está llena de sobornos.                                                            | ὧν ἐν χερσὶν ἀνομίαι, ἡ δεξιὰ αὐτῶν ἐπλήσθη δώρων.                                                       |
| 11 | וַ֭אֲנִי בְּתֻמִּ֥י אֵלֵ֗ךְ פְּדֵ֣נִי וְחׇנֵּֽנִי׃                                 | Pero en cuanto a mí, andaré en mi integridad: redímeme y ten misericordia de mí.                                                    | ἐγὼ δὲ ἐν ἀκακίᾳ μου ἐπορεύθην· λύτρωσαί με καὶ ἐλέησόν με.                                              |
| 12 | רַ֭גְלִי עָמְדָ֣ה בְמִישׁ֑וֹר בְּ֝מַקְהֵלִ֗ים אֲבָרֵ֥ךְ יְהֹוָֽה׃                       | Mi pie está en lugar firme: en las congregaciones bendeciré a Jehová.                                                               | ὁ πούς μου ἔστη ἐν εὐθύτητι· ἐν ἐκκλησίαις εὐλογήσω σε, Κύριε.                                           |

## Comentarios

### De la iglesia católica

#### A todo el salmo
En el salmo anterior, el salmista reconocía su pecado y pedía perdón a Dios. En este nuevo salmo, en cambio, presenta su inocencia y la pureza de su corazón, cualidades que, según el Salmo 24,4, eran necesarias para entrar en el Templo y recibir la bendición divina. Aunque la verdadera inocencia solo se alcanza mediante el perdón del Señor (cf. Sal 25), el ser humano puede presentarse ante Él con una conciencia limpia, sin que esto suponga orgullo o autosuficiencia. La justicia, en última instancia, queda en manos de Dios, cuya presencia habita en el Templo y de quien viene la bendición.
El salmo se estructura en tres partes: primero, el salmista pide a Dios que lo juzgue y examine su interior (vv. 1-2); luego, muestra su conducta recta y sincera ante el Señor (vv. 3-8); finalmente, ruega no ser contado entre los malvados y promete alabar a Dios públicamente (vv. 9-12). Solo Jesucristo pudo rezar este salmo con total propiedad, ya que fue el único que vivió siempre según la voluntad del Padre (cf. Jn 8,29). Para el cristiano, este salmo es una llamada a tomar conciencia de la santidad a la que ha sido invitado.

#### A los versículos 1-2
En la súplica inicial del salmo ya se percibe el contraste entre el salmista y sus enemigos, tanto en lo personal como en lo moral. Mientras que sus adversarios actúan con maldad, él se presenta con rectitud. Los términos «entrañas» —en hebreo, literalmente «riñones»— y «corazón» se refieren al núcleo más profundo del ser humano, el lugar donde reside la conciencia. Es en ese interior, en medio de las pruebas, donde brotan la humildad y la paz que solo Dios puede conceder, tal como lo expresaba Santa Teresa de Jesús en su experiencia espiritual:

El Señor os lo dará a entender, para que saquéis de las sequedades humildad y no inquietud, que es lo que pretende el demonio; y creed que adonde la hay de veras, que, aunque nunca dé Dios regalos, dará una paz y conformidad con que anden más contentas que otros con regalos; que muchas veces —como habéis leído— los da la divina Majestad a los más flacos; aunque creo de ellos que no los trocarían por las fortalezas de los que andan con sequedad. Somos amigos de contentos más que de cruz. Pruébanos, tú, Señor, que sabes las verdades, para que nos conozcamos.

#### A los versículos 3-12
En esta declaración de inocencia, similar a la que aparece en otros salmos, el salmista presenta tres aspectos clave de su fidelidad. Primero, afirma haber permanecido fiel a la Alianza con Dios; luego, destaca que ha evitado seguir caminos de maldad; y por último, menciona su acercamiento al Templo para purificarse (v. 6) y alabar al Señor (vv. 7-8). La liturgia cristiana ha incorporado especialmente los versículos 6 al 12 de este salmo como oración del sacerdote durante el rito del lavabo en la Misa. Esto refleja cómo, en el sacrificio eucarístico, los creyentes pueden presentarse ante Dios con un corazón limpio, no por méritos propios, sino por haber sido purificados con la «sangre del Cordero».
Para conmover a Dios y pedir su protección, el salmista subraya el contraste entre su propia conducta y la de los malvados, caracterizados por la violencia y la mentira (vv. 9-12a). Esta comparación no busca engrandecerse, sino destacar la diferencia entre quien vive con rectitud y quienes se alejan del camino de Dios. A esto se suma el firme propósito de seguir alabando al Señor en su Templo (v. 12b). Así, la oración cierra del mismo modo en que comenzó: con la conciencia serena de haber caminado con integridad (cf. v. 1), confiando en que esa fidelidad será escuchada y protegida por Dios.

## Usos

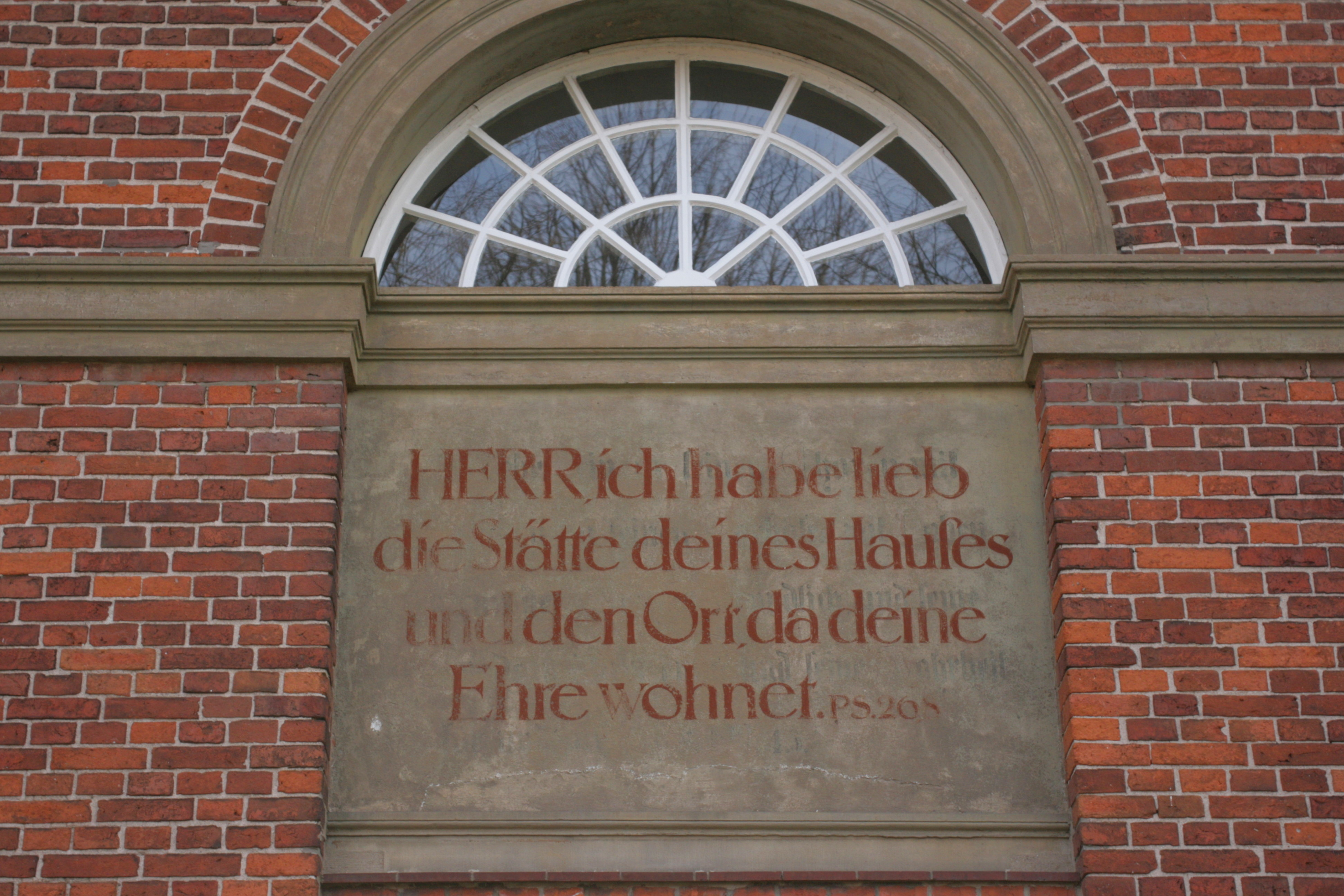
Texto del Salmo 26: 8 sobre la Iglesia de San Miguel en Bienenbüttel.

### Nuevo Testamento
Poncio Pilato se lavó las manos para mostrar su inocencia en los evangelios. Intentó una exhibición externa mecánicamente después del Salmo 26: 6, pero su renuncia a la responsabilidad de ser un juez justo no estaba en el espíritu del Salmo 26..

### Judaísmo
En el judaísmo, el verso 8 es el tercer verso de Ma Tovu .

### Iglesia católica
Según la tradición monástica, este salmo fue desde San Benito de Nursia, realizado durante la celebración de las matinas del domingo. Hoy en día el Salmo 26 se recita o se canta al mediodía del viernes. Para facilitar la comprensión se le asigna a cada salmo un título en rojo (rúbrica) que no forma parte del salmo. El título del Salmo 26 es Oración confiada del inocente.
Los versículos 6-12 se dicen durante el Lavabo (lavado de manos) de la Misa Tridentina.

### Configuraciones musicales
Johann Sebastian Bach utilizó el segundo verso en alemán como texto para el movimiento de apertura de su cantata navideña Unser Mund sei voll Lachens, BWV 110 (1725). Jules van Nuffel estableció el salmo completo en latín, In convertendo Dominus (Nuffel)